# Mecz piłkarski Węgry – Salwador (1982)
15 czerwca 1982 roku w Elche podczas Mistrzostw Świata odbył się mecz piłki nożnej, w którym reprezentacja Węgier wygrała z reprezentacją Salwadoru 10−1. Mecz ten przeszedł do historii jako najwyższe zwycięstwo podczas mistrzostw świata w piłce nożnej.

## Statystyki
| 15 czerwca 1982 | · Węgry · Tibor Nyilasi 4', 83' · Gábor Pölöskei 11' · László Fazekas 23', 54' · József Tóth 50' · László Kiss 69', 72', 76' · Lázár Szentes 72' | 10 − 1(3−0) | · Salwador · Luis Ramírez Zapata 64' | Nuevo Estadio, Elche Widzów: 23 000 Sędzia: Ebrahim Al Doy |
|                 | |             |                                      |                                                            |

 Węgry: Ferenc Mészáros – Győző Martos, László Bálint, József Tóth, Imre Garaba, Sándor Sallai – Sándor Müller (69 Lázár Szentes), Tibor Nyilasi – László Fazekas, András Törőcsik (55 László Kiss), Gábor Pölöskei
Trener: Kálmán Mészöly
 Salwador: Luis Guevara Mora – Mario Castillo, José Francisco Jovel, Carlos Recinos, Jaime Rodríguez – Joaquín Ventura (79 Ramón Fagoaga), José Luis Rugamas (27 Luis Ramírez Zapata), Norberto Huezo – Ever Hernández, Mágico González, José María Rivas
Trener: Mauricio Alonso Rodríguez